# Global Taxonomy Initiative
Die Global Taxonomy Initiative (GTI) ist ein internationales Netzwerk, das sich mit der Stärkung taxonomischer Expertise und Ressourcen auf nationaler und internationaler Ebene befasst. Hierbei fungieren nationale Kontaktstellen (national focal points) als lokale Anlaufstellen, indem sie taxonomisch relevante Informationen und Ressourcen  bündeln und öffentlich zugänglich machen.

## Geschichte und Entstehung
Die GTI wurde 1998 von den Mitgliedstaaten der Biodiversitätskonvention während der 6. Vertragsstaatenkonferenz (COP VI/8) gegründet, um einem existierenden Mangel an taxonomischer Expertise in der globalen Biodiversitätsforschung entgegenzusteuern. Obwohl fundierte Artenkenntnisse und Expertenwissen für korrekte und gezielte Schutzmaßnahmen von zentraler Bedeutung sind, sinkt die Zahl der professionell neu ausgebildeten Taxonomen immer weiter ab. Ziel des Projektes ist die Stärkung der lokalen Forschungslandschaft durch Errichtung nationaler Kontaktstellen (sogenannter national focal points), um durch deren Vernetzung den internationalen Wissensaustausch zu fördern.

## Nationale Kontaktstellen
Die Nationalen Kontaktstellen werden von den Regierungen der jeweiligen Mitgliedstaaten nominiert und im Plenum abgestimmt. Die Funktion der Nationalen Kontaktstelle ist es, taxonomisch relevante Informationen (in Form von Akteur-Datenbanken, Bildungs- und Fördermöglichkeiten, Workshop- und Terminankündigungen sowie anderen taxonomischen Ressourcen) lokal zu sammeln. Auf internationaler Ebene soll ein globales Netzwerk die Kommunikation zwischen Taxonomen erleichtern.
Insgesamt sind derzeit 210 Nationale Kontaktstellen bei der CBD registriert. Hiervon verfügen die Länder Argentinien, Belgien, Deutschland, Polen und Japan über eine eigene Website. Besonderes Merkmal der GTI-Kontaktstelle Deutschland ist eine umfassende Akronymdatenbank mit rund 3500 Einträgen, die laufend erweitert wird.
Die GTI wird von verschiedenen Partnerprojekten wie Diversitas, Global Biodiversity Information Facility (GBIF) und Intergovernmental Platform on Biodiversity and Ecosystem Services (IPBES) unterstützt.